# Cesny-aux-Vignes
Cesny-aux-Vignes é uma comuna francesa na região administrativa da Normandia, no departamento Calvados. Estende-se por uma área de 4,19 km². Em 2010 a comuna tinha 430 habitantes (densidade: 102,6 hab./km²).
Em 1 de janeiro de 1972  foi fundida com a comuna de Ouézy para a criação da nova comuna de Cesny-aux-Vignes-Ouézy. Porém, desde 1 de janeiro de 2006, a fusão foi desestabelecida e as duas comunas constituintes recuperaram a sua independência.